# Île Mousker
 (avril 2019).
L'île Mousker est une île du Morbihan, située face à la pointe de Kernevest dans la commune de Saint-Philibert.

## Géographie
L'île est inhabitée et n'est composée que de rochers. Par marées de très forts coefficients, elle peut se retrouver totalement immergée.
Elle se situe à 450 mètres de la plage la plus proche.